# Place Hippolyte-Olivier
La place Hippolyte-Olivier (en occitan : plaça Ipolit Olivièr) est une voie de Toulouse, chef-lieu de la région Occitanie, dans le Midi de la France.

## Situation et accès

### Description
La place Hippolyte-Olivier est une voie publique. Elle se trouve au cœur du quartier Saint-Cyprien, dans le secteur 2 - Rive gauche.
Sur le côté nord de la place, la chaussée compte une voie de circulation automobile dans chaque sens. Elle appartient à une zone de rencontre et la vitesse y est limitée à 20 km/h.

### Voies rencontrées
La place Hippolyte-Olivier rencontre les voies suivantes, dans l'ordre des numéros croissants :
1. Rue de la République
2. Rue du Chairedon
3. Rue de la République
4. Rue du Chapeau-Rouge
5. Rue Réclusane

### Transports
La place est traversée et desservie par la navette Ville. Elle se trouve par ailleurs à proximité de la place intérieure Saint-Cyprien et de la station de métro Saint-Cyprien - République, sur la ligne .
Il existe plusieurs stations de vélos en libre-service VélôToulouse à proximité de la place Hippolyte-Olivier : les stations no 76 (12 place Charles-Laganne) et no 76 (34 rue de la République).

## Odonymie
La place porte, depuis 1886 et par décision du conseil municipal, le nom d'Hippolyte Olivier (1810-1886). Industriel toulousain, il dirigea la maison Olivier Frères, créée en 1780 et spécialisée dans les confiseries, les liqueurs et les chocolats, qui se trouvait au nord de la place (actuels no 13-14).
Celle-ci était connue, depuis au moins le XVIe siècle, comme la place du Chairedon (ou Chayredon). Le nom s'en retrouvait aussi pour la rue qui aboutit au sud de la place. L'origine de ce nom est obscure : elle se rapporte peut-être à une cave ou un chai rond (chai redond en occitan), sans qu'on puisse l'expliquer. En 1794, pendant la Révolution française, on lui attribua le nom de place Cahuzac, en mémoire de Pierre Cahuzac, maçon du faubourg Saint-Cyprien injustement condamné à mort et pendu par les parlementaires à la fin du XVIIIe siècle : cette nouvelle appellation ne subsista cependant pas.

## Patrimoine et lieux d'intérêt

### Fontaine Olivier

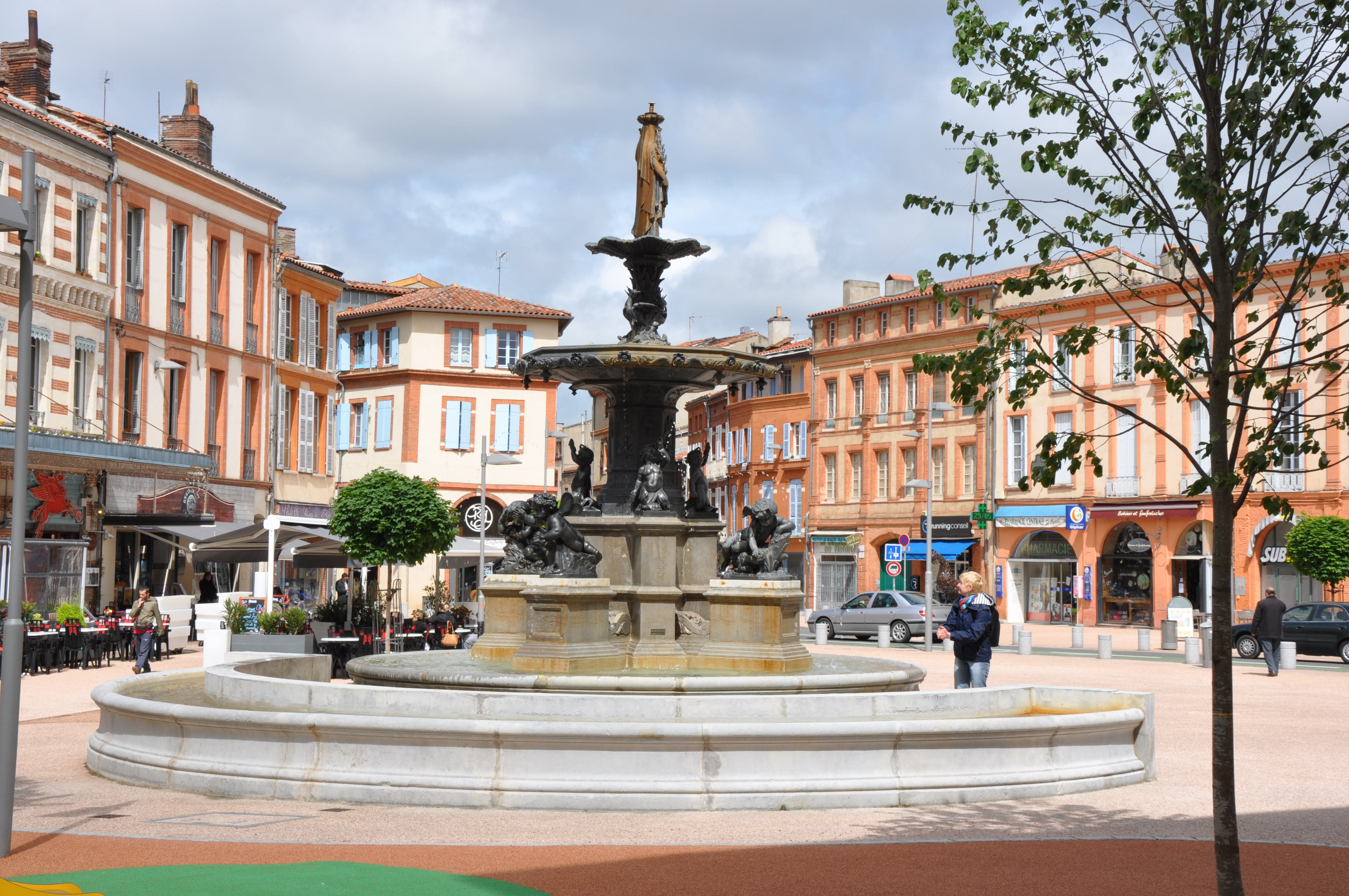
Vue générale de la fontaine.

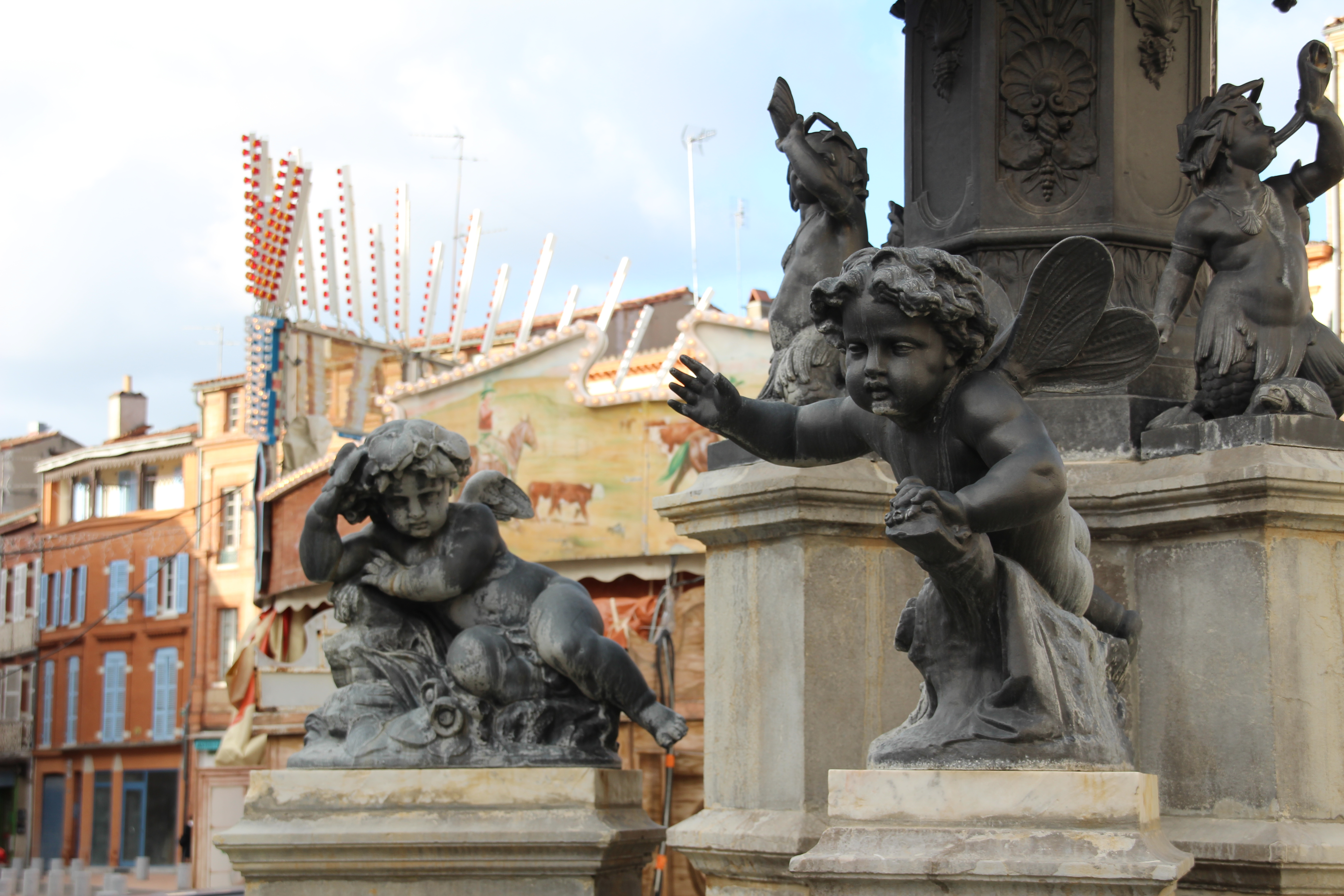
Détail des putti et des tritons.

La fontaine est érigée en 1886 à l'initiative d'Hippolyte Olivier, président du comité de défense de Saint-Cyprien, pour commémorer les 209 victimes de la crue de la Garonne en 1875. L'architecte Guillaume Dargassies établit le projet de la fontaine qui se compose d'éléments décoratifs en fonte provenant des fonderies du Val d'Osne, dont la partie centrale avait déjà été utilisée en 1851 pour orner la fontaine de la place Saint-Pantaléon (actuelle place Roger-Salengro). Il y adjoint deux bornes-fontaines qui fournissent l'eau potable aux habitants et un abreuvoir pour les animaux. En 2010, lors du réaménagement de la place, la fontaine est déplacée et surbaissée, perdant l'emmarchement de cinq degrés sur lequel elle reposait, tandis que les bornes-fontaines sont supprimées.
Le bassin central, en pierre, reçoit l'eau de la fontaine. Quatre petits piédestaux sont surmontés de statues en bronze représentant des putti ailés, négligemment accoudés sur des rochers. Au centre s'élève un grand piédestal en pierre, dont les quatre côtés sont surmontés de statues, également en bronze, figurant quatre tritons accompagnés de tortues et couronnés de plantes aquatiques, soufflant dans des cornes d'où jaillissent des jets d'eau. Entre les personnages s'élève l'élément central en fonte, composé de trois vasques superposées. La première est ornée de dauphins affrontés, encadrant des roses par lesquelles s'écoule l'eau. Un groupe de deux hérons entoure un buisson de roseaux, formant le socle de la deuxième vasque, un grand coquillage ouvert dont l'eau s'écoule en débordant. Au centre se dresse la statue d'une nymphe ou d'une korè vêtue à l'antique, tenant de la main droite une palme et de la main gauche la troisième vasque, une cruche qu'elle porte sur la tête, d'où jaillit un jet d'eau.

### Immeubles
- no  10 : immeuble Larrieu. 
Un premier immeuble, de deux étages, est construit au XIXe siècle. Il est transformé et surélevé de deux étages en 1939 pour le compte de M. Larrieu, dans un style Art déco alors en vogue. Il présente sur la place une façade symétrique. Aux étages, les deux travées latérales forment deux avant-corps en surplomb, reliés par un balcon à partir du 2e étage. L'élévation est surmontée d'un large avant-toit[5].

- no  13-14 : immeuble Olivier. 
L'immeuble est élevé en 1859 par l'architecte Louis Delort pour le compte d'Hippolyte Olivier. L'immeuble, endommagé par la crue de la Garonne en 1875, est en grande partie reconstruit dans le même goût en 1877 par l'architecte Joseph Raynaud. 
L'élévation sur la place, en brique claire, est symétrique, quoiqu'elle se compose de cinq travées à trois étages, à gauche, et de cinq travées à deux étages, à droite. Au rez-de-chaussée, les deux portes sont encadrées par les ouvertures de boutiques. Au 1er étage, des balcons continus embrassent les cinq travées centrales d'une part, et les deux travées latérales d'autre part, qui ont des garde-corps en fonte, ornés de motifs végétaux et géométriques. De plus, les fenêtres ont conservé leurs lambrequins, également en fonte. Des consoles soutiennent les balconnets, toujours dotés de garde-corps en fonte, des fenêtres du 2e étage. Les bâtiments en arrière de la parcelle, sur la rue du Chapeau-Rouge (actuels no 1-1 bis) et sur la grande-rue Saint-Nicolas (actuel no 33), sont occupés, jusqu'en 1961, par les ateliers de la chocolaterie[6].